# World Childhood Foundation
Stiftelsen World Childhood Foundation (eller ofta bara Childhood) grundades 1999 av Drottning Silvia. Syftet är att arbeta för barns rätt till en trygg barndom och särskilt arbeta med förebyggande åtgärder mot våld och sexuella övergrepp på barn över hela världen. Gunilla von Arbin var organisationens första generalsekreterare, från 1999-2009. Nuvarande generalsekreterare för Childhood är Paula Guillet de Monthoux, och Kenneth Bengtsson är styrelseordförande i den svenska stiftelsen. Idag är prinsessan Madeleine stiftelsens beskyddare.

## Ekonomi
Under 2007 uppgick Childhoods projektanslag till cirka 10,5 miljoner dollar. Förutom i Sverige finns Childhoodstiftelser i Brasilien , Tyskland, och USA. Samtliga stiftelser samlar in pengar och administrerar lokala projekt i sina respektive länder. Childhoods svenska verksamhet finansieras till 75 procent av företag, till 15 procent av privata stiftelser och resterande del kommer från privata donationer och insamlingsaktiviteter.
När Childhood grundades 1999 bidrog 14 familjestiftelser, privatpersoner och företag, så kallade co-founders, med ett grundkapital. Hittills har avkastningen från det kapitalet täckt de administrativa kostnaderna i Sverige. Det gör att alla donationer från företag och privatpersoner går direkt till projekten. Childhood är godkänd av Stiftelsen För Insamlingskontroll, SFI, och har ett så kallat 90-konto. 

## Målgrupper
Childhoods målgrupper är barn utsatta för våld och sexuella övergrepp, barn i samhällets vård, gatubarn samt familjer i riskzonen. Childhood har inte någon egen personal på fältet utan utvärderar, bedömer och stödjer projektförslag från andra organisationer. För närvarande stödjer Childhood runt 100 projekt i 15 länder (Brasilien, Ryssland, Lettland, Litauen, Sverige, USA, Tyskland, Moldavien, Polen, Sydafrika, Thailand, Kambodja, Nepal, Vitryssland och Ukraina).
En ny rapport (mars 2023) från World Childhood Foundation och Barnrättsbyrån visar på allvarliga problem med sexuella övergrepp och kränkningar mot barn på de statliga ungdomshemmen i Sverige. 
Den 17 juni 2024 samlade World Childhood Foundation internationella experter, representanter 
från storbolag och utvalda gäster för att belysa den avgörande roll som AI kan spela för att skydda barn. 